# Kiragadalu, Belur
Kiragadalu là một làng thuộc tehsil Belur, huyện Hassan, bang Karnataka, Ấn Độ.